# Sant Ravidas Nagar (dystrykt)
Sant Ravidas Nagar (dystrykt) (hindi: संत रविदास नगर ज़िला) – dystrykt w stanie Uttar Pradesh w północnych Indiach. Stolicą jest miasto Gyanpur.
W 2011 w miastach mieszkało 229 302 osób, z których 120 510 to mężczyźni, a 108 792 to kobiety.